# 2010年のワールドシリーズ
2010年の野球において、メジャーリーグベースボール（MLB）優勝決定戦の第106回ワールドシリーズ（英語: 106th World Series）は、10月27日から11月1日にかけて計5試合が開催された。その結果、サンフランシスコ・ジャイアンツ（ナショナルリーグ）がテキサス・レンジャーズ（アメリカンリーグ）を4勝1敗で下し、56年ぶり6回目の優勝を果たした。
ジャイアンツは、前回優勝の1954年当時はまだニューヨーク州ニューヨークを本拠地にしていたため、現在のカリフォルニア州サンフランシスコに移転してからは、これが53年目での初優勝となった。レンジャーズは、球団創設50年目で初のシリーズ進出だったが、優勝には届かなかった。シリーズMVPには、第2戦と第5戦で先制・決勝の本塁打を放つなど、5試合で打率.412・2本塁打・6打点・OPS 1.209という成績を残したジャイアンツのエドガー・レンテリアが選出された。レンテリアはフロリダ・マーリンズ在籍時の1997年シリーズでも最終第7戦でサヨナラ安打を放っており、優勝決定試合での決勝打を複数記録した史上4人目の選手となった。

## ワールドシリーズまでの道のり

### 両チームの2010年
10月22日にまずアメリカンリーグでレンジャーズ（西地区）が、そして23日にはナショナルリーグでジャイアンツ（西地区）が、それぞれリーグ優勝を決めてワールドシリーズへ駒を進めた。
レンジャーズは直近2年連続で地区2位ながら、勝敗を2008年の79勝83敗から2009年は87勝75敗に向上させた。投手陣はその1年で防御率を5.37→4.38と1点近く良化させたものの、オフに先発ローテーションから筆頭格のケビン・ミルウッドが放出されるなど戦力の入れ替えが進められ、若手らが枠を競った。また打線には指名打者ブラディミール・ゲレーロが加わった。2010年は4月終了時点でひとつ負け越していたが、5月に勝率5割を超えると6月1日には地区首位へ浮上、同月は11連勝を含む21勝6敗と大きく勝ち越す。前半戦終了時には、2位ロサンゼルス・エンゼルスに4.5ゲーム差をつけた。首位にいながらもさらなる補強として、前後半の境を挟んで7月中に複数のトレードを成立させ、捕手ベンジー・モリーナや先発投手クリフ・リーらを獲得した。同月19日以降はゲーム差を5.0以上に開いたままシーズンを進め、9月25日に11年ぶりのポストシーズン進出を地区優勝で決めた。平均得点4.86はリーグ4位、防御率3.93はリーグ3位。打線はジョシュ・ハミルトンやゲレーロを中心に、本塁打頼みに陥らず高打率や三振の少なさなどの確実性を増した。投手陣は球団史上20年ぶりの防御率3点台で、この年からローテーション入りしたC.J.ウィルソンとコルビー・ルイスがともに200イニング・10勝を達成するなど大きく貢献したほか、新人抑え投手ネフタリ・フェリスへつなぐ継投も確立された。地区シリーズではタンパベイ・レイズを3勝2敗で、リーグ優勝決定戦ではニューヨーク・ヤンキースを4勝2敗で、それぞれ下した。
ジャイアンツは2009年、88勝74敗の地区3位でポストシーズン進出を逃した。チームはオフにFAとなった捕手のモリーナと再契約したが、新人バスター・ポージーへの正捕手移行も視野に入れていた。2010年は開幕から1か月ほど地区首位を維持したあと、5月7日にサンディエゴ・パドレスに抜かれる。ポージーは5月29日にメジャーへ昇格し、6月は主に一塁で出場したが、チームはその間に4位まで落ちた。6月が終わるとモリーナはレンジャーズへトレードされ、7月からはポージーが正捕手に抜擢された。チームの勝敗は、ポージー昇格から6月終了までが15勝15敗だったのに対し、7月は20勝8敗と上向いた。チームは前半戦を47勝41敗で終え、4.0ゲーム差の首位パドレスを後半戦も追う。パドレスが8月26日から15戦13敗と失速したのも相まって、9月半ばから両球団による抜きつ抜かれつの首位争いが展開された。その結果、10月3日のレギュラーシーズン最終戦で直接対決に勝ったジャイアンツが地区を制した。平均得点4.30はリーグ9位、防御率3.36はリーグ最高。投手陣ではエース右腕ティム・リンスカムが一時不振に陥ったものの、ポージーは捕手として全体的に投手陣を好リードしながら、打線でも中軸の重責を果たした。彼のほかに打線で活躍したのはオーブリー・ハフやパット・バレルら、オフやシーズン途中に獲得した選手たちであり、チームの補強も成功といえる。地区シリーズではアトランタ・ブレーブスを3勝1敗で、リーグ優勝決定戦ではフィラデルフィア・フィリーズを4勝2敗で、それぞれ下した。

### ホームフィールド・アドバンテージ
7月13日にカリフォルニア州アナハイムのエンゼル・スタジアム・オブ・アナハイムで開催されたオールスターゲームは、ナショナルリーグがアメリカンリーグに3－1で勝利した。この結果、ワールドシリーズの第1・2・6・7戦を本拠地で開催できる "ホームフィールド・アドバンテージ" は、ナショナルリーグ優勝チームに与えられることになった。ワールドシリーズがナショナルリーグ球団の本拠地で開幕するのは、2001年以来9年ぶりとなる。オールスターゲームの勝利リーグにアドバンテージを与える制度は2003年に導入されたが、2009年までは7年連続でアメリカンリーグが勝利していた。
このオールスターには、レンジャーズからはジョシュ・ハミルトン、ブラディミール・ゲレーロ、エルビス・アンドラス、イアン・キンズラーの野手4人と、投手のネフタリ・フェリスがまず選出された。さらにその後、シアトル・マリナーズからオールスター入りしていた投手のクリフ・リーをトレードで獲得したため、レンジャーズからオールスターに名を連ねた選手は最終的に6人にのぼった。ジャイアンツからは、ブライアン・ウィルソンとティム・リンスカムの2投手が選出された。試合では、8回裏先頭の場面でB・ウィルソンとアンドラスの対戦があり、B・ウィルソンが二ゴロに抑えている。

## 両チームの過去の対戦
MLBでは1997年からインターリーグが導入され、アメリカンリーグ所属球団とナショナルリーグ所属球団との対戦がレギュラーシーズン中にも組まれることになった。このとき、6月12日に初めて行われた試合の対戦カードが、レンジャーズ対ジャイアンツだった。レンジャーズのダレン・オリバーが第1球を投じて始まった試合は、ジャイアンツが7回表に3点を奪って4－3の逆転勝利を収めた。両チームの対戦は、この試合も含めて今シリーズまでに計22試合が行われ、ジャイアンツが15勝7敗と勝ち越している。直近の対戦は2009年6月、ジャイアンツの本拠地AT&Tパークでの3連戦で、ジャイアンツの3連勝だった。

## ロースター
両チームの出場選手登録（ロースター）は以下の通り。
- 名前の横の★はこの年のオールスターゲームに選出された選手を、＃はレギュラーシーズン開幕後に入団した選手を、◎はリーグ優勝決定戦MVP受賞者を示す。
- 年齢は今シリーズ開幕時点でのもの。

| テキサス・レンジャーズ | テキサス・レンジャーズ | テキサス・レンジャーズ | テキサス・レンジャーズ    | テキサス・レンジャーズ | テキサス・レンジャーズ | テキサス・レンジャーズ | テキサス・レンジャーズ | テキサス・レンジャーズ | サンフランシスコ・ジャイアンツ | サンフランシスコ・ジャイアンツ | サンフランシスコ・ジャイアンツ | サンフランシスコ・ジャイアンツ | サンフランシスコ・ジャイアンツ | サンフランシスコ・ジャイアンツ | サンフランシスコ・ジャイアンツ | サンフランシスコ・ジャイアンツ | サンフランシスコ・ジャイアンツ |
| 守備位置               | 背番号                 | 出身                   | 選手                      | 投                     | 打                     | 年齢                   | ワールドシリーズ経験   | ワールドシリーズ経験   | 守備位置                       | 背番号                         | 出身                           | 選手                           | 投                             | 打                             | 年齢                           | ワールドシリーズ経験           | ワールドシリーズ経験           |
| 守備位置               | 背番号                 | 出身                   | 選手                      | 投                     | 打                     | 年齢                   | 出場                   | 優勝                   | 守備位置                       | 背番号                         | 出身                           | 選手                           | 投                             | 打                             | 年齢                           | 出場                           | 優勝                           |
| ---------------------- | ---------------------- | ---------------------- | ------------------------- | ---------------------- | ---------------------- | ---------------------- | ---------------------- | ---------------------- | ------------------------------ | ------------------------------ | ------------------------------ | ------------------------------ | ------------------------------ | ------------------------------ | ------------------------------ | ------------------------------ | ------------------------------ |
| 投手                   | 30                     | ドミニカ共和国の旗     | ネフタリ・フェリス★       | 右                     | 右                     | 22                     | 初                     | なし                   | 投手                           | 41                             | アメリカ合衆国の旗             | ジェレミー・アフェルト         | 左                             | 左                             | 31                             | 3年ぶり2回目                   | なし                           |
| 投手                   | 45                     | アメリカ合衆国の旗     | デレク・ホランド          | 左                     | 両                     | 24                     | 初                     | なし                   | 投手                           | 40                             | アメリカ合衆国の旗             | マディソン・バンガーナー       | 左                             | 右                             | 21                             | 初                             | なし                           |
| 投手                   | 35                     | アメリカ合衆国の旗     | トミー・ハンター          | 右                     | 右                     | 24                     | 初                     | なし                   | 投手                           | 18                             | アメリカ合衆国の旗             | マット・ケイン                 | 右                             | 右                             | 26                             | 初                             | なし                           |
| 投手                   | 62                     | アメリカ合衆国の旗     | マイケル・カークマン      | 左                     | 左                     | 24                     | 初                     | なし                   | 投手                           | 46                             | ドミニカ共和国の旗             | サンティアゴ・カシーヤ         | 右                             | 右                             | 30                             | 初                             | なし                           |
| 投手                   | 33                     | アメリカ合衆国の旗     | クリフ・リー★＃           | 左                     | 左                     | 32                     | 2年連続2回目           | なし                   | 投手                           | 55                             | アメリカ合衆国の旗             | ティム・リンスカム★            | 右                             | 左                             | 26                             | 初                             | なし                           |
| 投手                   | 48                     | アメリカ合衆国の旗     | コルビー・ルイス          | 右                     | 右                     | 31                     | 初                     | なし                   | 投手                           | 49                             | プエルトリコの旗               | ハビアー・ロペス＃             | 左                             | 左                             | 33                             | 3年ぶり2回目                   | 1回                            |
| 投手                   | 49                     | アメリカ合衆国の旗     | マーク・ロウ＃            | 右                     | 左                     | 27                     | 初                     | なし                   | 投手                           | 59                             | ドミニカ共和国の旗             | ギレルモ・モタ                 | 右                             | 右                             | 37                             | 初                             | なし                           |
| 投手                   | 57                     | アメリカ合衆国の旗     | ダスティン・ニッパート[※] | 右                     | 右                     | 29                     | 初                     | なし                   | 投手                           | 52                             | ドミニカ共和国の旗             | ラモン・ラミレス＃             | 右                             | 右                             | 29                             | 初                             | なし                           |
| 投手                   | 56                     | アメリカ合衆国の旗     | ダレン・オデイ            | 右                     | 右                     | 28                     | 初                     | なし                   | 投手                           | 54                             | アメリカ合衆国の旗             | セルジオ・ロモ                 | 右                             | 右                             | 27                             | 初                             | なし                           |
| 投手                   | 64                     | ドミニカ共和国の旗     | アレクシー・オガンド[※]   | 右                     | 右                     | 27                     | 初                     | なし                   | 投手                           | 57                             | プエルトリコの旗               | ジョナサン・サンチェス         | 左                             | 左                             | 27                             | 初                             | なし                           |
| 投手                   | 28                     | アメリカ合衆国の旗     | ダレン・オリバー          | 左                     | 右                     | 40                     | 初                     | なし                   | 投手                           | 38                             | アメリカ合衆国の旗             | ブライアン・ウィルソン★        | 右                             | 右                             | 28                             | 初                             | なし                           |
| 投手                   | 36                     | アメリカ合衆国の旗     | C.J.ウィルソン            | 左                     | 左                     | 29                     | 初                     | なし                   | 捕手                           | 28                             | アメリカ合衆国の旗             | バスター・ポージー             | 右                             | 右                             | 23                             | 初                             | なし                           |
| 捕手                   | 11                     | プエルトリコの旗       | ベンジー・モリーナ＃      | 右                     | 右                     | 36                     | 8年ぶり2回目           | 1回                    | 捕手                           | 22                             | アメリカ合衆国の旗             | イーライ・ホワイトサイド       | 右                             | 右                             | 31                             | 初                             | なし                           |
| 捕手                   | 15                     | アメリカ合衆国の旗     | マット・トレーナー        | 右                     | 右                     | 34                     | 初                     | なし                   | 内野手                         | 14                             | アメリカ合衆国の旗             | マイク・フォンテノー＃         | 右                             | 左                             | 30                             | 初                             | なし                           |
| 内野手                 | 1                      | ベネズエラの旗         | エルビス・アンドラス★     | 右                     | 右                     | 22                     | 初                     | なし                   | 内野手                         | 17                             | アメリカ合衆国の旗             | オーブリー・ハフ               | 右                             | 左                             | 33                             | 初                             | なし                           |
| 内野手                 | 3                      | ベネズエラの旗         | アンドレス・ブランコ      | 右                     | 両                     | 26                     | 初                     | なし                   | 内野手                         | 10                             | アメリカ合衆国の旗             | トラビス・イシカワ             | 左                             | 左                             | 27                             | 初                             | なし                           |
| 内野手                 | 8                      | アメリカ合衆国の旗     | ホルヘ・カントゥ＃        | 右                     | 右                     | 28                     | 初                     | なし                   | 内野手                         | 16                             | コロンビアの旗                 | エドガー・レンテリア           | 右                             | 右                             | 35                             | 6年ぶり3回目                   | 1回                            |
| 内野手                 | 5                      | アメリカ合衆国の旗     | イアン・キンズラー★       | 右                     | 右                     | 28                     | 初                     | なし                   | 内野手                         | 21                             | アメリカ合衆国の旗             | フレディ・サンチェス           | 右                             | 右                             | 32                             | 初                             | なし                           |
| 内野手                 | 18                     | アメリカ合衆国の旗     | ミッチ・モアランド        | 左                     | 左                     | 25                     | 初                     | なし                   | 内野手                         | 48                             | ベネズエラの旗                 | パブロ・サンドバル             | 右                             | 両                             | 24                             | 初                             | なし                           |
| 内野手                 | 10                     | アメリカ合衆国の旗     | マイケル・ヤング          | 右                     | 右                     | 34                     | 初                     | なし                   | 内野手                         | 5                              | ドミニカ共和国の旗             | フアン・ウリーベ               | 右                             | 右                             | 31                             | 5年ぶり2回目                   | 1回                            |
| 外野手                 | 29                     | アメリカ合衆国の旗     | フリオ・ボーボン          | 左                     | 左                     | 24                     | 初                     | なし                   | 外野手                         | 9                              | アメリカ合衆国の旗             | パット・バレル＃               | 右                             | 右                             | 34                             | 2年ぶり2回目                   | 1回                            |
| 外野手                 | 17                     | ドミニカ共和国の旗     | ネルソン・クルーズ        | 右                     | 右                     | 30                     | 初                     | なし                   | 外野手                         | 13                             | アメリカ合衆国の旗             | コディ・ロス＃◎                | 左                             | 右                             | 29                             | 初                             | なし                           |
| 外野手                 | 21                     | アメリカ合衆国の旗     | ジェフ・フランコーア＃    | 右                     | 右                     | 26                     | 初                     | なし                   | 外野手                         | 33                             | アメリカ合衆国の旗             | アーロン・ローワンド           | 右                             | 右                             | 33                             | 5年ぶり2回目                   | 1回                            |
| 外野手                 | 27                     | ドミニカ共和国の旗     | ブラディミール・ゲレーロ★ | 右                     | 右                     | 35                     | 初                     | なし                   | 外野手                         | 12                             | アメリカ合衆国の旗             | ネイト・シャーホルツ           | 右                             | 左                             | 26                             | 初                             | なし                           |
| 外野手                 | 32                     | アメリカ合衆国の旗     | ジョシュ・ハミルトン★◎    | 左                     | 左                     | 29                     | 初                     | なし                   | 外野手                         | 56                             | アメリカ合衆国の旗             | アンドレス・トーレス           | 右                             | 両                             | 32                             | 初                             | なし                           |
| 外野手                 | 7                      | アメリカ合衆国の旗     | デビッド・マーフィー      | 左                     | 左                     | 29                     | 初                     | なし                   |                                |                                |                                |                                |                                |                                |                                |                                |                                |

※  第4戦終了後にオガンドが故障のためロースターを外れ、第5戦からはニッパートが代わりに登録された。
レンジャーズはリーグ優勝決定戦のロースターから救援投手を入れ替え、左腕クレイ・ラパダを外して右腕マーク・ロウを登録した。ラパダはリーグ優勝決定戦で3試合にワンポイント登板したが、そのうち2度対戦した左打者ロビンソン・カノ相手に1安打1四球と結果を残せていなかった。ロウは故障のため5月2日の登板を最後に長期欠場し、レギュラーシーズン閉幕間際に復帰して3試合3.0イニングだけ投げていた。ロウを加えた理由としてチームは、ジャイアンツの打線に右打者が多いことなどを挙げている。一方のジャイアンツはロースターの変更はせず、地区シリーズから一貫した顔ぶれでこのシリーズに臨む。
レンジャーズの捕手ベンジー・モリーナは、7月1日にトレードで移籍するまではジャイアンツに所属していた。このため両チームがシリーズ進出を決めた時点で、どちらのチームが勝利してもモリーナはその球団からチャンピオンリングを贈呈されることが決まった。

## 試合結果
2010年のワールドシリーズは10月27日に開幕し、途中に移動日を挟んで6日間で5試合が行われた。日程・結果は以下の通り。
| 日付                                                           | 試合  | ビジター球団（先攻）           | スコア | ホーム球団（後攻）             | 開催球場                                         | 開催球場                                                       |
| -------------------------------------------------------------- | ----- | ------------------------------ | ------ | ------------------------------ | ------------------------------------------------ | -------------------------------------------------------------- |
| 10月27日（水）                                                 | 第1戦 | テキサス・レンジャーズ         | 7－11  | サンフランシスコ・ジャイアンツ | AT&Tパーク                                       | AT&Tパークレンジャーズ・ · ボールパーク・ · イン・アーリントン |
| 10月28日（木）                                                 | 第2戦 | テキサス・レンジャーズ         | 0－9   | サンフランシスコ・ジャイアンツ | AT&Tパーク                                       | AT&Tパークレンジャーズ・ · ボールパーク・ · イン・アーリントン |
| 10月29日（金）                                                 |       | 移動日                         | 移動日 | 移動日                         |                                                  | AT&Tパークレンジャーズ・ · ボールパーク・ · イン・アーリントン |
| 10月30日（土）                                                 | 第3戦 | サンフランシスコ・ジャイアンツ | 2－4   | テキサス・レンジャーズ         | レンジャーズ・ ボールパーク・イン・ アーリントン | AT&Tパークレンジャーズ・ · ボールパーク・ · イン・アーリントン |
| 10月31日（日）                                                 | 第4戦 | サンフランシスコ・ジャイアンツ | 4－0   | テキサス・レンジャーズ         | レンジャーズ・ ボールパーク・イン・ アーリントン | AT&Tパークレンジャーズ・ · ボールパーク・ · イン・アーリントン |
| 11月01日（月）                                                 | 第5戦 | サンフランシスコ・ジャイアンツ | 3－1   | テキサス・レンジャーズ         | レンジャーズ・ ボールパーク・イン・ アーリントン | AT&Tパークレンジャーズ・ · ボールパーク・ · イン・アーリントン |
| 優勝：サンフランシスコ・ジャイアンツ（4勝1敗 / 56年ぶり6度目） |       |                                |        |                                |                                                  | AT&Tパークレンジャーズ・ · ボールパーク・ · イン・アーリントン |

### 第1戦 10月27日
- AT&Tパーク（カリフォルニア州サンフランシスコ）

|                                | 1 | 2 | 3 | 4 | 5 | 6 | 7 | 8 | 9 | R  | H  | E |
| ------------------------------ | - | - | - | - | - | - | - | - | - | -- | -- | - |
| テキサス・レンジャーズ         | 1 | 1 | 0 | 0 | 0 | 2 | 0 | 0 | 3 | 7  | 11 | 4 |
| サンフランシスコ・ジャイアンツ | 0 | 0 | 2 | 0 | 6 | 0 | 0 | 3 | X | 11 | 14 | 2 |

1. 勝利：ティム・リンスカム（1勝）
2. 敗戦：クリフ・リー（1敗）
3. 本塁打
SF：フアン・ウリーベ1号3ラン
4. 審判
［球審］ジョン・ハーシュベック
［塁審］一塁: サム・ホルブルック、二塁: ビル・ミラー、三塁: マイク・ウィンタース
［外審］左翼: ジェフ・ケロッグ、右翼: ゲイリー・ダーリング
5. 試合開始時刻: 太平洋夏時間（UTC-7）午後4時59分  試合時間: 3時間36分  観客: 4万3601人  気温: 62°F（16.7°C）
詳細: MLB.com Gameday / ESPN.com / Baseball-Reference.com / FanGraphs

| テキサス・レンジャーズ | テキサス・レンジャーズ | テキサス・レンジャーズ | テキサス・レンジャーズ | テキサス・レンジャーズ                                                                                        | サンフランシスコ・ジャイアンツ | サンフランシスコ・ジャイアンツ | サンフランシスコ・ジャイアンツ | サンフランシスコ・ジャイアンツ | サンフランシスコ・ジャイアンツ                                                                          |
| ---------------------- | ---------------------- | ---------------------- | ---------------------- | --- | ------------------------------ | ------------------------------ | ------------------------------ | ------------------------------ | --- |
| 打順                   | 守備                   | 選手                   | 打席                   | C・リーB・モリーナM・モアランドI・キンズラーM・ヤングE・アンドラスN・クルーズJ・ハミルトンV・ゲレーロ（なし） | 打順                           | 守備                           | 選手                           | 打席                           | T・リンスカムB・ポージーA・ハフF・サンチェスJ・ウリーベE・レンテリアP・バレルA・トーレスC・ロス（なし） |
| 1                      | 遊                     | E・アンドラス          | 右                     | C・リーB・モリーナM・モアランドI・キンズラーM・ヤングE・アンドラスN・クルーズJ・ハミルトンV・ゲレーロ（なし） | 1                              | 中                             | A・トーレス                    | 両                             | T・リンスカムB・ポージーA・ハフF・サンチェスJ・ウリーベE・レンテリアP・バレルA・トーレスC・ロス（なし） |
| 2                      | 三                     | M・ヤング              | 右                     | C・リーB・モリーナM・モアランドI・キンズラーM・ヤングE・アンドラスN・クルーズJ・ハミルトンV・ゲレーロ（なし） | 2                              | 二                             | F・サンチェス                  | 右                             | T・リンスカムB・ポージーA・ハフF・サンチェスJ・ウリーベE・レンテリアP・バレルA・トーレスC・ロス（なし） |
| 3                      | 中                     | J・ハミルトン          | 左                     | C・リーB・モリーナM・モアランドI・キンズラーM・ヤングE・アンドラスN・クルーズJ・ハミルトンV・ゲレーロ（なし） | 3                              | 捕                             | B・ポージー                    | 右                             | T・リンスカムB・ポージーA・ハフF・サンチェスJ・ウリーベE・レンテリアP・バレルA・トーレスC・ロス（なし） |
| 4                      | 右                     | V・ゲレーロ            | 右                     | C・リーB・モリーナM・モアランドI・キンズラーM・ヤングE・アンドラスN・クルーズJ・ハミルトンV・ゲレーロ（なし） | 4                              | 左                             | P・バレル                      | 右                             | T・リンスカムB・ポージーA・ハフF・サンチェスJ・ウリーベE・レンテリアP・バレルA・トーレスC・ロス（なし） |
| 5                      | 左                     | N・クルーズ            | 右                     | C・リーB・モリーナM・モアランドI・キンズラーM・ヤングE・アンドラスN・クルーズJ・ハミルトンV・ゲレーロ（なし） | 5                              | 右                             | C・ロス                        | 右                             | T・リンスカムB・ポージーA・ハフF・サンチェスJ・ウリーベE・レンテリアP・バレルA・トーレスC・ロス（なし） |
| 6                      | 二                     | I・キンズラー          | 右                     | C・リーB・モリーナM・モアランドI・キンズラーM・ヤングE・アンドラスN・クルーズJ・ハミルトンV・ゲレーロ（なし） | 6                              | 一                             | A・ハフ                        | 左                             | T・リンスカムB・ポージーA・ハフF・サンチェスJ・ウリーベE・レンテリアP・バレルA・トーレスC・ロス（なし） |
| 7                      | 捕                     | B・モリーナ            | 右                     | C・リーB・モリーナM・モアランドI・キンズラーM・ヤングE・アンドラスN・クルーズJ・ハミルトンV・ゲレーロ（なし） | 7                              | 三                             | J・ウリーベ                    | 右                             | T・リンスカムB・ポージーA・ハフF・サンチェスJ・ウリーベE・レンテリアP・バレルA・トーレスC・ロス（なし） |
| 8                      | 一                     | M・モアランド          | 左                     | C・リーB・モリーナM・モアランドI・キンズラーM・ヤングE・アンドラスN・クルーズJ・ハミルトンV・ゲレーロ（なし） | 8                              | 遊                             | E・レンテリア                  | 右                             | T・リンスカムB・ポージーA・ハフF・サンチェスJ・ウリーベE・レンテリアP・バレルA・トーレスC・ロス（なし） |
| 9                      | 投                     | C・リー                | 左                     | C・リーB・モリーナM・モアランドI・キンズラーM・ヤングE・アンドラスN・クルーズJ・ハミルトンV・ゲレーロ（なし） | 9                              | 投                             | T・リンスカム                  | 左                             | T・リンスカムB・ポージーA・ハフF・サンチェスJ・ウリーベE・レンテリアP・バレルA・トーレスC・ロス（なし） |
| 先発投手               | 先発投手               | 先発投手               | 投球                   | C・リーB・モリーナM・モアランドI・キンズラーM・ヤングE・アンドラスN・クルーズJ・ハミルトンV・ゲレーロ（なし） | 先発投手                       | 先発投手                       | 先発投手                       | 投球                           | T・リンスカムB・ポージーA・ハフF・サンチェスJ・ウリーベE・レンテリアP・バレルA・トーレスC・ロス（なし） |
| C・リー                | C・リー                | C・リー                | 左                     | C・リーB・モリーナM・モアランドI・キンズラーM・ヤングE・アンドラスN・クルーズJ・ハミルトンV・ゲレーロ（なし） | T・リンスカム                  | T・リンスカム                  | T・リンスカム                  | 右                             | T・リンスカムB・ポージーA・ハフF・サンチェスJ・ウリーベE・レンテリアP・バレルA・トーレスC・ロス（なし） |

### 第2戦 10月28日
- AT&Tパーク（カリフォルニア州サンフランシスコ）

|                                | 1 | 2 | 3 | 4 | 5 | 6 | 7 | 8 | 9 | R | H | E |
| ------------------------------ | - | - | - | - | - | - | - | - | - | - | - | - |
| テキサス・レンジャーズ         | 0 | 0 | 0 | 0 | 0 | 0 | 0 | 0 | 0 | 0 | 4 | 0 |
| サンフランシスコ・ジャイアンツ | 0 | 0 | 0 | 0 | 1 | 0 | 1 | 7 | X | 9 | 8 | 0 |

1. 勝利：マット・ケイン（1勝）
2. 敗戦：C.J.ウィルソン（1敗）
3. 本塁打
SF：エドガー・レンテリア1号ソロ
4. 審判
［球審］サム・ホルブルック
［塁審］一塁: ビル・ミラー、二塁: マイク・ウィンタース、三塁: ジェフ・ケロッグ
［外審］左翼: ゲイリー・ダーリング、右翼: ジョン・ハーシュベック
5. 試合開始時刻: 太平洋夏時間（UTC-7）午後4時57分  試合時間: 3時間17分  観客: 4万3622人  気温: 65°F（18.3°C）
詳細: MLB.com Gameday / ESPN.com / Baseball-Reference.com / FanGraphs

| テキサス・レンジャーズ | テキサス・レンジャーズ | テキサス・レンジャーズ | テキサス・レンジャーズ | テキサス・レンジャーズ                                                                                                  | サンフランシスコ・ジャイアンツ | サンフランシスコ・ジャイアンツ | サンフランシスコ・ジャイアンツ | サンフランシスコ・ジャイアンツ | サンフランシスコ・ジャイアンツ                                                                      |
| ---------------------- | ---------------------- | ---------------------- | ---------------------- | --- | ------------------------------ | ------------------------------ | ------------------------------ | ------------------------------ | --------------------------------------------------------------------------------------------------- |
| 打順                   | 守備                   | 選手                   | 打席                   | C・ウィルソンM・トレーナーM・モアランドI・キンズラーM・ヤングE・アンドラスD・マーフィーJ・ハミルトンN・クルーズ（なし） | 打順                           | 守備                           | 選手                           | 打席                           | M・ケインB・ポージーA・ハフF・サンチェスJ・ウリーベE・レンテリアP・バレルA・トーレスC・ロス（なし） |
| 1                      | 遊                     | E・アンドラス          | 右                     | C・ウィルソンM・トレーナーM・モアランドI・キンズラーM・ヤングE・アンドラスD・マーフィーJ・ハミルトンN・クルーズ（なし） | 1                              | 中                             | A・トーレス                    | 両                             | M・ケインB・ポージーA・ハフF・サンチェスJ・ウリーベE・レンテリアP・バレルA・トーレスC・ロス（なし） |
| 2                      | 三                     | M・ヤング              | 右                     | C・ウィルソンM・トレーナーM・モアランドI・キンズラーM・ヤングE・アンドラスD・マーフィーJ・ハミルトンN・クルーズ（なし） | 2                              | 二                             | F・サンチェス                  | 右                             | M・ケインB・ポージーA・ハフF・サンチェスJ・ウリーベE・レンテリアP・バレルA・トーレスC・ロス（なし） |
| 3                      | 中                     | J・ハミルトン          | 左                     | C・ウィルソンM・トレーナーM・モアランドI・キンズラーM・ヤングE・アンドラスD・マーフィーJ・ハミルトンN・クルーズ（なし） | 3                              | 捕                             | B・ポージー                    | 右                             | M・ケインB・ポージーA・ハフF・サンチェスJ・ウリーベE・レンテリアP・バレルA・トーレスC・ロス（なし） |
| 4                      | 右                     | N・クルーズ            | 右                     | C・ウィルソンM・トレーナーM・モアランドI・キンズラーM・ヤングE・アンドラスD・マーフィーJ・ハミルトンN・クルーズ（なし） | 4                              | 左                             | P・バレル                      | 右                             | M・ケインB・ポージーA・ハフF・サンチェスJ・ウリーベE・レンテリアP・バレルA・トーレスC・ロス（なし） |
| 5                      | 二                     | I・キンズラー          | 右                     | C・ウィルソンM・トレーナーM・モアランドI・キンズラーM・ヤングE・アンドラスD・マーフィーJ・ハミルトンN・クルーズ（なし） | 5                              | 右                             | C・ロス                        | 右                             | M・ケインB・ポージーA・ハフF・サンチェスJ・ウリーベE・レンテリアP・バレルA・トーレスC・ロス（なし） |
| 6                      | 左                     | D・マーフィー          | 左                     | C・ウィルソンM・トレーナーM・モアランドI・キンズラーM・ヤングE・アンドラスD・マーフィーJ・ハミルトンN・クルーズ（なし） | 6                              | 一                             | A・ハフ                        | 左                             | M・ケインB・ポージーA・ハフF・サンチェスJ・ウリーベE・レンテリアP・バレルA・トーレスC・ロス（なし） |
| 7                      | 捕                     | M・トレーナー          | 右                     | C・ウィルソンM・トレーナーM・モアランドI・キンズラーM・ヤングE・アンドラスD・マーフィーJ・ハミルトンN・クルーズ（なし） | 7                              | 三                             | J・ウリーベ                    | 右                             | M・ケインB・ポージーA・ハフF・サンチェスJ・ウリーベE・レンテリアP・バレルA・トーレスC・ロス（なし） |
| 8                      | 一                     | M・モアランド          | 左                     | C・ウィルソンM・トレーナーM・モアランドI・キンズラーM・ヤングE・アンドラスD・マーフィーJ・ハミルトンN・クルーズ（なし） | 8                              | 遊                             | E・レンテリア                  | 右                             | M・ケインB・ポージーA・ハフF・サンチェスJ・ウリーベE・レンテリアP・バレルA・トーレスC・ロス（なし） |
| 9                      | 投                     | C・ウィルソン          | 左                     | C・ウィルソンM・トレーナーM・モアランドI・キンズラーM・ヤングE・アンドラスD・マーフィーJ・ハミルトンN・クルーズ（なし） | 9                              | 投                             | M・ケイン                      | 右                             | M・ケインB・ポージーA・ハフF・サンチェスJ・ウリーベE・レンテリアP・バレルA・トーレスC・ロス（なし） |
| 先発投手               | 先発投手               | 先発投手               | 投球                   | C・ウィルソンM・トレーナーM・モアランドI・キンズラーM・ヤングE・アンドラスD・マーフィーJ・ハミルトンN・クルーズ（なし） | 先発投手                       | 先発投手                       | 先発投手                       | 投球                           | M・ケインB・ポージーA・ハフF・サンチェスJ・ウリーベE・レンテリアP・バレルA・トーレスC・ロス（なし） |
| C・ウィルソン          | C・ウィルソン          | C・ウィルソン          | 左                     | C・ウィルソンM・トレーナーM・モアランドI・キンズラーM・ヤングE・アンドラスD・マーフィーJ・ハミルトンN・クルーズ（なし） | M・ケイン                      | M・ケイン                      | M・ケイン                      | 右                             | M・ケインB・ポージーA・ハフF・サンチェスJ・ウリーベE・レンテリアP・バレルA・トーレスC・ロス（なし） |

### 第3戦 10月30日
- レンジャーズ・ボールパーク・イン・アーリントン（テキサス州アーリントン）

|                                | 1 | 2 | 3 | 4 | 5 | 6 | 7 | 8 | 9 | R | H | E |
| ------------------------------ | - | - | - | - | - | - | - | - | - | - | - | - |
| サンフランシスコ・ジャイアンツ | 0 | 0 | 0 | 0 | 0 | 0 | 1 | 1 | 0 | 2 | 5 | 1 |
| テキサス・レンジャーズ         | 0 | 3 | 0 | 0 | 1 | 0 | 0 | 0 | X | 4 | 8 | 0 |

1. 勝利：コルビー・ルイス（1勝）
2. セーブ：ネフタリ・フェリス（1S）
3. 敗戦：ジョナサン・サンチェス（1敗）
4. 本塁打
SF：コディ・ロス1号ソロ、アンドレス・トーレス1号ソロ
TEX：ミッチ・モアランド1号3ラン、ジョシュ・ハミルトン1号ソロ
5. 審判
［球審］ビル・ミラー
［塁審］一塁: マイク・ウィンタース、二塁: ジェフ・ケロッグ、三塁: ゲイリー・ダーリング
［外審］左翼: ジョン・ハーシュベック、右翼: サム・ホルブルック
6. 試合開始時刻: 中部夏時間（UTC-5）午後6時00分  試合時間: 2時間51分  観客: 5万2419人  気温: 79°F（26.1°C）
詳細: MLB.com Gameday / ESPN.com / Baseball-Reference.com / FanGraphs

| サンフランシスコ・ジャイアンツ | サンフランシスコ・ジャイアンツ | サンフランシスコ・ジャイアンツ | サンフランシスコ・ジャイアンツ | サンフランシスコ・ジャイアンツ                                                                               | テキサス・レンジャーズ | テキサス・レンジャーズ | テキサス・レンジャーズ | テキサス・レンジャーズ | テキサス・レンジャーズ                                                                                                 |
| ------------------------------ | ------------------------------ | ------------------------------ | ------------------------------ | --- | ---------------------- | ---------------------- | ---------------------- | ---------------------- | --- |
| 打順                           | 守備                           | 選手                           | 打席                           | J・サンチェスB・ポージーA・ハフF・サンチェスJ・ウリーベE・レンテリアP・バレルA・トーレスC・ロスP・サンドバル | 打順                   | 守備                   | 選手                   | 打席                   | C・ルイスB・モリーナM・モアランドI・キンズラーM・ヤングE・アンドラスN・クルーズJ・ハミルトンJ・フランコーアV・ゲレーロ |
| 1                              | 中                             | A・トーレス                    | 両                             | J・サンチェスB・ポージーA・ハフF・サンチェスJ・ウリーベE・レンテリアP・バレルA・トーレスC・ロスP・サンドバル | 1                      | 遊                     | E・アンドラス          | 右                     | C・ルイスB・モリーナM・モアランドI・キンズラーM・ヤングE・アンドラスN・クルーズJ・ハミルトンJ・フランコーアV・ゲレーロ |
| 2                              | 二                             | F・サンチェス                  | 右                             | J・サンチェスB・ポージーA・ハフF・サンチェスJ・ウリーベE・レンテリアP・バレルA・トーレスC・ロスP・サンドバル | 2                      | 三                     | M・ヤング              | 右                     | C・ルイスB・モリーナM・モアランドI・キンズラーM・ヤングE・アンドラスN・クルーズJ・ハミルトンJ・フランコーアV・ゲレーロ |
| 3                              | 一                             | A・ハフ                        | 左                             | J・サンチェスB・ポージーA・ハフF・サンチェスJ・ウリーベE・レンテリアP・バレルA・トーレスC・ロスP・サンドバル | 3                      | 中                     | J・ハミルトン          | 左                     | C・ルイスB・モリーナM・モアランドI・キンズラーM・ヤングE・アンドラスN・クルーズJ・ハミルトンJ・フランコーアV・ゲレーロ |
| 4                              | 捕                             | B・ポージー                    | 右                             | J・サンチェスB・ポージーA・ハフF・サンチェスJ・ウリーベE・レンテリアP・バレルA・トーレスC・ロスP・サンドバル | 4                      | DH                     | V・ゲレーロ            | 右                     | C・ルイスB・モリーナM・モアランドI・キンズラーM・ヤングE・アンドラスN・クルーズJ・ハミルトンJ・フランコーアV・ゲレーロ |
| 5                              | 左                             | P・バレル                      | 右                             | J・サンチェスB・ポージーA・ハフF・サンチェスJ・ウリーベE・レンテリアP・バレルA・トーレスC・ロスP・サンドバル | 5                      | 左                     | N・クルーズ            | 右                     | C・ルイスB・モリーナM・モアランドI・キンズラーM・ヤングE・アンドラスN・クルーズJ・ハミルトンJ・フランコーアV・ゲレーロ |
| 6                              | 右                             | C・ロス                        | 右                             | J・サンチェスB・ポージーA・ハフF・サンチェスJ・ウリーベE・レンテリアP・バレルA・トーレスC・ロスP・サンドバル | 6                      | 二                     | I・キンズラー          | 右                     | C・ルイスB・モリーナM・モアランドI・キンズラーM・ヤングE・アンドラスN・クルーズJ・ハミルトンJ・フランコーアV・ゲレーロ |
| 7                              | 三                             | J・ウリーベ                    | 右                             | J・サンチェスB・ポージーA・ハフF・サンチェスJ・ウリーベE・レンテリアP・バレルA・トーレスC・ロスP・サンドバル | 7                      | 右                     | J・フランコーア        | 右                     | C・ルイスB・モリーナM・モアランドI・キンズラーM・ヤングE・アンドラスN・クルーズJ・ハミルトンJ・フランコーアV・ゲレーロ |
| 8                              | DH                             | P・サンドバル                  | 両                             | J・サンチェスB・ポージーA・ハフF・サンチェスJ・ウリーベE・レンテリアP・バレルA・トーレスC・ロスP・サンドバル | 8                      | 捕                     | B・モリーナ            | 右                     | C・ルイスB・モリーナM・モアランドI・キンズラーM・ヤングE・アンドラスN・クルーズJ・ハミルトンJ・フランコーアV・ゲレーロ |
| 9                              | 遊                             | E・レンテリア                  | 右                             | J・サンチェスB・ポージーA・ハフF・サンチェスJ・ウリーベE・レンテリアP・バレルA・トーレスC・ロスP・サンドバル | 9                      | 一                     | M・モアランド          | 左                     | C・ルイスB・モリーナM・モアランドI・キンズラーM・ヤングE・アンドラスN・クルーズJ・ハミルトンJ・フランコーアV・ゲレーロ |
| 先発投手                       | 先発投手                       | 先発投手                       | 投球                           | J・サンチェスB・ポージーA・ハフF・サンチェスJ・ウリーベE・レンテリアP・バレルA・トーレスC・ロスP・サンドバル | 先発投手               | 先発投手               | 先発投手               | 投球                   | C・ルイスB・モリーナM・モアランドI・キンズラーM・ヤングE・アンドラスN・クルーズJ・ハミルトンJ・フランコーアV・ゲレーロ |
| J・サンチェス                  | J・サンチェス                  | J・サンチェス                  | 左                             | J・サンチェスB・ポージーA・ハフF・サンチェスJ・ウリーベE・レンテリアP・バレルA・トーレスC・ロスP・サンドバル | C・ルイス              | C・ルイス              | C・ルイス              | 右                     | C・ルイスB・モリーナM・モアランドI・キンズラーM・ヤングE・アンドラスN・クルーズJ・ハミルトンJ・フランコーアV・ゲレーロ |

### 第4戦 10月31日
- レンジャーズ・ボールパーク・イン・アーリントン（テキサス州アーリントン）

|                                | 1 | 2 | 3 | 4 | 5 | 6 | 7 | 8 | 9 | R | H | E |
| ------------------------------ | - | - | - | - | - | - | - | - | - | - | - | - |
| サンフランシスコ・ジャイアンツ | 0 | 0 | 2 | 0 | 0 | 0 | 1 | 1 | 0 | 4 | 8 | 1 |
| テキサス・レンジャーズ         | 0 | 0 | 0 | 0 | 0 | 0 | 0 | 0 | 0 | 0 | 3 | 0 |

1. 勝利：マディソン・バンガーナー（1勝）
2. 敗戦：トミー・ハンター（1敗）
3. 本塁打
SF：オーブリー・ハフ1号2ラン、バスター・ポージー1号ソロ
4. 審判
［球審］マイク・ウィンタース
［塁審］一塁: ジェフ・ケロッグ、二塁: ゲイリー・ダーリング、三塁: ジョン・ハーシュベック
［外審］左翼: サム・ホルブルック、右翼: ビル・ミラー
5. 試合開始時刻: 中部夏時間（UTC-5）午後7時22分  試合時間: 3時間9分  観客: 5万1920人  気温: 77°F（25°C）
詳細: MLB.com Gameday / ESPN.com / Baseball-Reference.com / FanGraphs

| サンフランシスコ・ジャイアンツ | サンフランシスコ・ジャイアンツ | サンフランシスコ・ジャイアンツ | サンフランシスコ・ジャイアンツ | サンフランシスコ・ジャイアンツ                                                                                     | テキサス・レンジャーズ | テキサス・レンジャーズ | テキサス・レンジャーズ | テキサス・レンジャーズ | テキサス・レンジャーズ                                                                                                   |
| ------------------------------ | ------------------------------ | ------------------------------ | ------------------------------ | --- | ---------------------- | ---------------------- | ---------------------- | ---------------------- | --- |
| 打順                           | 守備                           | 選手                           | 打席                           | M・バンガーナーB・ポージーT・イシカワF・サンチェスJ・ウリーベE・レンテリアC・ロスA・トーレスN・シャーホルツA・ハフ | 打順                   | 守備                   | 選手                   | 打席                   | T・ハンターB・モリーナM・モアランドI・キンズラーM・ヤングE・アンドラスN・クルーズJ・ハミルトンJ・フランコーアV・ゲレーロ |
| 1                              | 中                             | A・トーレス                    | 両                             | M・バンガーナーB・ポージーT・イシカワF・サンチェスJ・ウリーベE・レンテリアC・ロスA・トーレスN・シャーホルツA・ハフ | 1                      | 遊                     | E・アンドラス          | 右                     | T・ハンターB・モリーナM・モアランドI・キンズラーM・ヤングE・アンドラスN・クルーズJ・ハミルトンJ・フランコーアV・ゲレーロ |
| 2                              | 二                             | F・サンチェス                  | 右                             | M・バンガーナーB・ポージーT・イシカワF・サンチェスJ・ウリーベE・レンテリアC・ロスA・トーレスN・シャーホルツA・ハフ | 2                      | 三                     | M・ヤング              | 右                     | T・ハンターB・モリーナM・モアランドI・キンズラーM・ヤングE・アンドラスN・クルーズJ・ハミルトンJ・フランコーアV・ゲレーロ |
| 3                              | DH                             | A・ハフ                        | 左                             | M・バンガーナーB・ポージーT・イシカワF・サンチェスJ・ウリーベE・レンテリアC・ロスA・トーレスN・シャーホルツA・ハフ | 3                      | 中                     | J・ハミルトン          | 左                     | T・ハンターB・モリーナM・モアランドI・キンズラーM・ヤングE・アンドラスN・クルーズJ・ハミルトンJ・フランコーアV・ゲレーロ |
| 4                              | 捕                             | B・ポージー                    | 右                             | M・バンガーナーB・ポージーT・イシカワF・サンチェスJ・ウリーベE・レンテリアC・ロスA・トーレスN・シャーホルツA・ハフ | 4                      | DH                     | V・ゲレーロ            | 右                     | T・ハンターB・モリーナM・モアランドI・キンズラーM・ヤングE・アンドラスN・クルーズJ・ハミルトンJ・フランコーアV・ゲレーロ |
| 5                              | 左                             | C・ロス                        | 右                             | M・バンガーナーB・ポージーT・イシカワF・サンチェスJ・ウリーベE・レンテリアC・ロスA・トーレスN・シャーホルツA・ハフ | 5                      | 左                     | N・クルーズ            | 右                     | T・ハンターB・モリーナM・モアランドI・キンズラーM・ヤングE・アンドラスN・クルーズJ・ハミルトンJ・フランコーアV・ゲレーロ |
| 6                              | 三                             | J・ウリーベ                    | 右                             | M・バンガーナーB・ポージーT・イシカワF・サンチェスJ・ウリーベE・レンテリアC・ロスA・トーレスN・シャーホルツA・ハフ | 6                      | 二                     | I・キンズラー          | 右                     | T・ハンターB・モリーナM・モアランドI・キンズラーM・ヤングE・アンドラスN・クルーズJ・ハミルトンJ・フランコーアV・ゲレーロ |
| 7                              | 一                             | T・イシカワ                    | 左                             | M・バンガーナーB・ポージーT・イシカワF・サンチェスJ・ウリーベE・レンテリアC・ロスA・トーレスN・シャーホルツA・ハフ | 7                      | 右                     | J・フランコーア        | 右                     | T・ハンターB・モリーナM・モアランドI・キンズラーM・ヤングE・アンドラスN・クルーズJ・ハミルトンJ・フランコーアV・ゲレーロ |
| 8                              | 遊                             | E・レンテリア                  | 右                             | M・バンガーナーB・ポージーT・イシカワF・サンチェスJ・ウリーベE・レンテリアC・ロスA・トーレスN・シャーホルツA・ハフ | 8                      | 捕                     | B・モリーナ            | 右                     | T・ハンターB・モリーナM・モアランドI・キンズラーM・ヤングE・アンドラスN・クルーズJ・ハミルトンJ・フランコーアV・ゲレーロ |
| 9                              | 右                             | N・シャーホルツ                | 左                             | M・バンガーナーB・ポージーT・イシカワF・サンチェスJ・ウリーベE・レンテリアC・ロスA・トーレスN・シャーホルツA・ハフ | 9                      | 一                     | M・モアランド          | 左                     | T・ハンターB・モリーナM・モアランドI・キンズラーM・ヤングE・アンドラスN・クルーズJ・ハミルトンJ・フランコーアV・ゲレーロ |
| 先発投手                       | 先発投手                       | 先発投手                       | 投球                           | M・バンガーナーB・ポージーT・イシカワF・サンチェスJ・ウリーベE・レンテリアC・ロスA・トーレスN・シャーホルツA・ハフ | 先発投手               | 先発投手               | 先発投手               | 投球                   | T・ハンターB・モリーナM・モアランドI・キンズラーM・ヤングE・アンドラスN・クルーズJ・ハミルトンJ・フランコーアV・ゲレーロ |
| M・バンガーナー                | M・バンガーナー                | M・バンガーナー                | 左                             | M・バンガーナーB・ポージーT・イシカワF・サンチェスJ・ウリーベE・レンテリアC・ロスA・トーレスN・シャーホルツA・ハフ | T・ハンター            | T・ハンター            | T・ハンター            | 右                     | T・ハンターB・モリーナM・モアランドI・キンズラーM・ヤングE・アンドラスN・クルーズJ・ハミルトンJ・フランコーアV・ゲレーロ |

### 第5戦 11月1日
- レンジャーズ・ボールパーク・イン・アーリントン（テキサス州アーリントン）

|                                | 1 | 2 | 3 | 4 | 5 | 6 | 7 | 8 | 9 | R | H | E |
| ------------------------------ | - | - | - | - | - | - | - | - | - | - | - | - |
| サンフランシスコ・ジャイアンツ | 0 | 0 | 0 | 0 | 0 | 0 | 3 | 0 | 0 | 3 | 7 | 0 |
| テキサス・レンジャーズ         | 0 | 0 | 0 | 0 | 0 | 0 | 1 | 0 | 0 | 1 | 3 | 1 |

1. 勝利：ティム・リンスカム（2勝）
2. セーブ：ブライアン・ウィルソン（1S）
3. 敗戦：クリフ・リー（2敗）
4. 本塁打
SF：エドガー・レンテリア2号3ラン
TEX：ネルソン・クルーズ1号ソロ
5. 審判
［球審］ジェフ・ケロッグ
［塁審］一塁: ゲイリー・ダーリング、二塁: ジョン・ハーシュベック、三塁: サム・ホルブルック
［外審］左翼: ビル・ミラー、右翼: マイク・ウィンタース
6. 試合開始時刻: 中部夏時間（UTC-5）午後6時58分  試合時間: 2時間32分  観客: 5万2045人  気温: 68°F（20°C）
詳細: MLB.com Gameday / ESPN.com / Baseball-Reference.com / FanGraphs

| サンフランシスコ・ジャイアンツ | サンフランシスコ・ジャイアンツ | サンフランシスコ・ジャイアンツ | サンフランシスコ・ジャイアンツ | サンフランシスコ・ジャイアンツ                                                                               | テキサス・レンジャーズ | テキサス・レンジャーズ | テキサス・レンジャーズ | テキサス・レンジャーズ | テキサス・レンジャーズ                                                                                             |
| ------------------------------ | ------------------------------ | ------------------------------ | ------------------------------ | --- | ---------------------- | ---------------------- | ---------------------- | ---------------------- | --- |
| 打順                           | 守備                           | 選手                           | 打席                           | T・リンスカムB・ポージーA・ハフF・サンチェスJ・ウリーベE・レンテリアC・ロスA・ローワンドA・トーレスP・バレル | 打順                   | 守備                   | 選手                   | 打席                   | C・リーB・モリーナM・モアランドI・キンズラーM・ヤングE・アンドラスD・マーフィーJ・ハミルトンN・クルーズV・ゲレーロ |
| 1                              | 右                             | A・トーレス                    | 両                             | T・リンスカムB・ポージーA・ハフF・サンチェスJ・ウリーベE・レンテリアC・ロスA・ローワンドA・トーレスP・バレル | 1                      | 遊                     | E・アンドラス          | 右                     | C・リーB・モリーナM・モアランドI・キンズラーM・ヤングE・アンドラスD・マーフィーJ・ハミルトンN・クルーズV・ゲレーロ |
| 2                              | 二                             | F・サンチェス                  | 右                             | T・リンスカムB・ポージーA・ハフF・サンチェスJ・ウリーベE・レンテリアC・ロスA・ローワンドA・トーレスP・バレル | 2                      | 三                     | M・ヤング              | 右                     | C・リーB・モリーナM・モアランドI・キンズラーM・ヤングE・アンドラスD・マーフィーJ・ハミルトンN・クルーズV・ゲレーロ |
| 3                              | 捕                             | B・ポージー                    | 右                             | T・リンスカムB・ポージーA・ハフF・サンチェスJ・ウリーベE・レンテリアC・ロスA・ローワンドA・トーレスP・バレル | 3                      | 中                     | J・ハミルトン          | 左                     | C・リーB・モリーナM・モアランドI・キンズラーM・ヤングE・アンドラスD・マーフィーJ・ハミルトンN・クルーズV・ゲレーロ |
| 4                              | 左                             | C・ロス                        | 右                             | T・リンスカムB・ポージーA・ハフF・サンチェスJ・ウリーベE・レンテリアC・ロスA・ローワンドA・トーレスP・バレル | 4                      | DH                     | V・ゲレーロ            | 右                     | C・リーB・モリーナM・モアランドI・キンズラーM・ヤングE・アンドラスD・マーフィーJ・ハミルトンN・クルーズV・ゲレーロ |
| 5                              | 三                             | J・ウリーベ                    | 右                             | T・リンスカムB・ポージーA・ハフF・サンチェスJ・ウリーベE・レンテリアC・ロスA・ローワンドA・トーレスP・バレル | 5                      | 右                     | N・クルーズ            | 右                     | C・リーB・モリーナM・モアランドI・キンズラーM・ヤングE・アンドラスD・マーフィーJ・ハミルトンN・クルーズV・ゲレーロ |
| 6                              | 一                             | A・ハフ                        | 左                             | T・リンスカムB・ポージーA・ハフF・サンチェスJ・ウリーベE・レンテリアC・ロスA・ローワンドA・トーレスP・バレル | 6                      | 二                     | I・キンズラー          | 右                     | C・リーB・モリーナM・モアランドI・キンズラーM・ヤングE・アンドラスD・マーフィーJ・ハミルトンN・クルーズV・ゲレーロ |
| 7                              | DH                             | P・バレル                      | 右                             | T・リンスカムB・ポージーA・ハフF・サンチェスJ・ウリーベE・レンテリアC・ロスA・ローワンドA・トーレスP・バレル | 7                      | 左                     | D・マーフィー          | 左                     | C・リーB・モリーナM・モアランドI・キンズラーM・ヤングE・アンドラスD・マーフィーJ・ハミルトンN・クルーズV・ゲレーロ |
| 8                              | 遊                             | E・レンテリア                  | 右                             | T・リンスカムB・ポージーA・ハフF・サンチェスJ・ウリーベE・レンテリアC・ロスA・ローワンドA・トーレスP・バレル | 8                      | 捕                     | B・モリーナ            | 右                     | C・リーB・モリーナM・モアランドI・キンズラーM・ヤングE・アンドラスD・マーフィーJ・ハミルトンN・クルーズV・ゲレーロ |
| 9                              | 中                             | A・ローワンド                  | 右                             | T・リンスカムB・ポージーA・ハフF・サンチェスJ・ウリーベE・レンテリアC・ロスA・ローワンドA・トーレスP・バレル | 9                      | 一                     | M・モアランド          | 左                     | C・リーB・モリーナM・モアランドI・キンズラーM・ヤングE・アンドラスD・マーフィーJ・ハミルトンN・クルーズV・ゲレーロ |
| 先発投手                       | 先発投手                       | 先発投手                       | 投球                           | T・リンスカムB・ポージーA・ハフF・サンチェスJ・ウリーベE・レンテリアC・ロスA・ローワンドA・トーレスP・バレル | 先発投手               | 先発投手               | 先発投手               | 投球                   | C・リーB・モリーナM・モアランドI・キンズラーM・ヤングE・アンドラスD・マーフィーJ・ハミルトンN・クルーズV・ゲレーロ |
| T・リンスカム                  | T・リンスカム                  | T・リンスカム                  | 右                             | T・リンスカムB・ポージーA・ハフF・サンチェスJ・ウリーベE・レンテリアC・ロスA・ローワンドA・トーレスP・バレル | C・リー                | C・リー                | C・リー                | 左                     | C・リーB・モリーナM・モアランドI・キンズラーM・ヤングE・アンドラスD・マーフィーJ・ハミルトンN・クルーズV・ゲレーロ |

レンジャーズ・ボールパーク・イン・アーリントンでの今シリーズおよび2010年シーズン最後の試合は、ジャイアンツが56年ぶりの優勝を敵地で決めるか、それともレンジャーズがそれを阻止して第6戦以降に望みをつなぐか、という試合になった。第5戦の先発投手は、レンジャーズはクリフ・リー、ジャイアンツはティム・リンスカム。このポストシーズンでの成績は、リーが4試合28.2イニングで3勝1敗・防御率2.51、リンスカムが5試合29.0イニングで3勝1敗1ホールド・防御率2.79である。同じく両投手が先発した第1戦は11－7の乱打戦をジャイアンツが制したが、コディ・ロスは「MLBでも最高級の投手2人が投げ合うんだ。前回はおかしな結果になったけど、もう一度そうなるとは限らない」と話した。なおレンジャーズは試合前に、前日の試合で左胸郭筋を痛めた救援右腕アレクシー・オガンドをロースターから外し、代わりに右腕ダスティン・ニッパートを登録している。

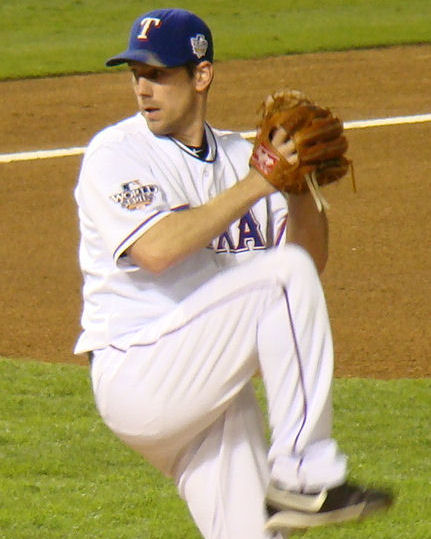
第5戦でのクリフ・リー。この試合にも敗れ、第1戦の雪辱とシリーズ優勝を逃す結果となった

この試合は第1戦から一転して、両投手とも中盤まで相手打線に二塁すら踏ませないという投手戦になった。これはリー自身も、試合後に「素晴らしい投げ合いだった」と認めるほどだった。ジャイアンツ打線はリーに対して、2ストライクに追い込んでからいい球を投げ込んでくるとみて、第1ストライクから積極的に打ちにいく。リーは1回表には3番バスター・ポージーに、3回表には1番アンドレス・トーレスに、それぞれ二死から初球を打たれて一塁に走者を背負った。しかし1回は4番ロスを92mph（約148.1km/h）の速球で詰まらせて遊飛に打ち取り、3回は2番フレディ・サンチェスのライナーがリーのグラブに直接収まって、いずれも走者を進めさせずにイニングを終えた。一方、裏のマウンドに立つリンスカムは1回・2回と三者凡退に抑える完璧な立ち上がりを見せる。3回には2者連続3球三振のあと、9番ミッチ・モアランドを歩かせて初めて走者を出すが、1番エルビス・アンドラスも4球で三振に仕留めた。
4回裏、レンジャーズは先頭の2番マイケル・ヤングが、フルカウントからの6球目を中前に運ぶ。これが両チームを通じて初の先頭打者出塁となった。だがリンスカムは、3番ジョシュ・ハミルトンを85mph（約136.8km/h）のスライダーで空振り三振に、4番ブラディミール・ゲレーロを88mph（約141.6km/h）のスライダーで遊ゴロに、そして5番ネルソン・クルーズを85mphのスライダーで空振り三振に、と相手の主軸3人を全てスライダーでアウトにした。この日のリンスカムは速球とスライダーが冴えわたり、また第1戦で熱くなりすぎた反省から精神的にも落ち着いていた。対するリーも5回表、先頭の6番オーブリー・ハフに味方の失策で塁に出られたものの、8番エドガー・レンテリアを遊ゴロ併殺に打ち取って、先の塁へ進ませない。6回も両投手ともに単打を1本ずつ許したが後続を抑え、走者が得点圏へ進むこともなければ2人以上溜まることもなく、試合は残り3イニングの終盤へ入っていく。
7回表、リーは先頭の4番ロスを2ストライクに追い込みながら、5球目の速球を中前打にされる。さらに5番フアン・ウリーベにも2ストライクから3球目に投じた速球を中前打にされ、初の連打を許して無死一・二塁になった。ジャイアンツは6番ハフに犠牲バントをさせ、一死二・三塁にした。ハフにとってこれは実働11年目で初のバントだった。7番パット・バレルの三振で二死となったあと、前の打席で併殺打のレンテリアに打順が回る。ここでリーの投球は、初球のカッターも2球目のチェンジアップも高く浮いて外れた。一塁が空いているのでレンテリアを歩かせて9番アーロン・ローワンドとの勝負を選ぶという手段もあったが、リーは「塁が埋まるのは嫌だった」とレンテリアとの勝負にこだわった。3球目、86mph（約138.4km/h）のカッターが高めにきたのをレンテリアが捉えると、打球は左中間のフェンスを越えてジャイアンツに先制の3点をもたらす本塁打となった。均衡が破れた直後、ローワンドが初球に手を出し右飛に倒れてイニングが終わった。

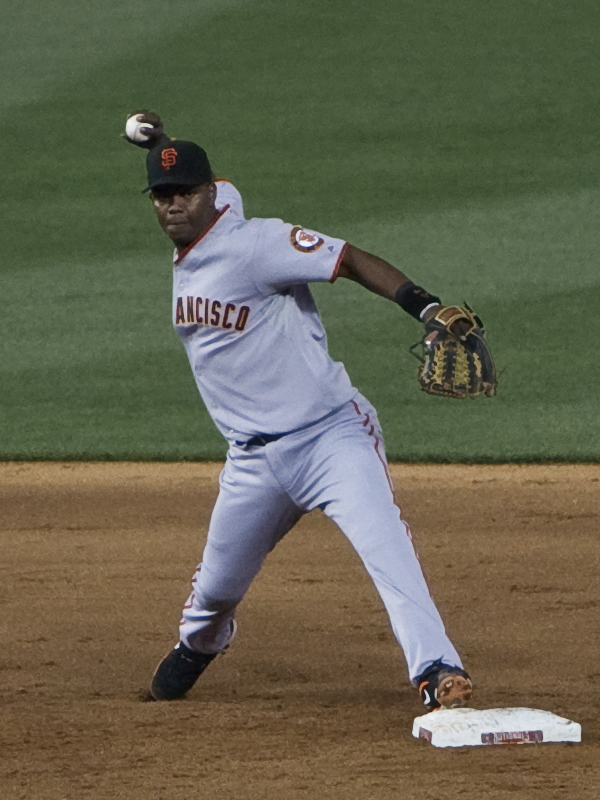
エドガー・レンテリアはフロリダ・マーリンズ在籍時の1997年シリーズでも最終第7戦でサヨナラ安打を放っており、優勝決定試合で決勝打を記録したのは今回が自身2度目である（写真は2009年6月2日撮影）

レンジャーズはその裏、一死から5番クルーズがソロ本塁打を放ち、2点差に詰め寄る。続くイアン・キンズラーは四球で歩き、本塁打が出れば同点という場面になった。しかしリンスカムは、7番デビッド・マーフィーと8番ベンジー・モリーナを立て続けに空振り三振させてここを乗り切った。決め球はどちらも低めボールゾーンへのスライダーだった。リンスカムは8回裏も三者凡退に抑えて、試合開始から優勝へ残り1イニングのところまで1人で投げ切った。レンジャーズは8回表からリーに代えてネフタリ・フェリスを投げさせ、2イニング無失点で9回裏の攻撃に臨んだ。その9回裏のジャイアンツのマウンドには、抑えのブライアン・ウィルソンが上がった。B・ウィルソンは3番ハミルトンを95mph（約152.9km/h）の速球で見逃し三振に、4番ゲレーロを88mphのスライダーで遊ゴロに仕留める。そして最後は5番クルーズをフルカウントからの6球目、内角高めへの90mph（約144.8km/h）のスライダーで空振り三振に切って取り、球団56年ぶりの優勝を決めた。
クルーズのバットが空を切ると、B・ウィルソンはまず後ろを振り向き、両手を斜めにクロスさせて天を仰いだ。これは試合を締めたときに、亡き父に捧げるためにするお決まりの仕草である。彼がこれを終えて前を向き直すと、捕手のポージーや一塁手のハフをはじめとするチームメイトが彼のもとに次々と集まり、皆がもみくちゃになって優勝を祝った。やがて選手たちはフィールドからクラブハウスに引き揚げ、表彰式とシャンパンファイトが行われた。シリーズMVPにはレンテリアが選ばれた。34歳になるレンテリアは、この年のレギュラーシーズンでは故障者リストに3度入るなど苦しんだが「一生懸命やろう、いい状態を保とう、何かがきっと良くなるから」と自分に言い聞かせてきたという。その彼が、トーレスによれば試合前に「今夜はホームランを打つぜ」と2度も言っていたといい、有言実行の一打をこの日の勝利につなげた。球場に来ていたジャイアンツのファンは試合後、レンテリアに向けて「辞めないで」というチャントを送った。

## セレモニー
試合前のアメリカ合衆国国歌『星条旗』独唱・重唱と始球式、およびセブンス・イニング・ストレッチにおける『ゴッド・ブレス・アメリカ』独唱を行った人物・グループは、それぞれ以下の通り。
| 試合  | 国歌独唱・重唱       | 始球式                                                                     | 『ゴッド・ブレス・アメリカ』独唱                |
| ----- | -------------------- | -------------------------------------------------------------------------- | ----------------------------------------------- |
| 第1戦 | ジョン・レジェンド   | モンテ・アーヴィン                                                         | トニー・ベネット                                |
| 第2戦 | レディ・アンテベラム | ミーガン・アームストロング、 ナンシー・ミッチェル （ボビー・トムソンの娘） | クリスティン・デイ （アメリカ陸軍特技兵）       |
| 第3戦 | ケリー・クラークソン | ノーラン・ライアン                                                         | マーサ・プリンプトン                            |
| 第4戦 | ライル・ラヴェット   | ジョージ・W・ブッシュ                                                      | 4トゥループス                                   |
| 第5戦 | チャーリー・プライド | ファーガソン・ジェンキンス                                                 | モリー・コーベット （アメリカ空軍一等軍曹夫人） |

## テレビ中継

### アメリカ合衆国
アメリカ合衆国におけるテレビ中継はFOXが放送した。実況はジョー・バックが、解説はティム・マッカーバーが、フィールドリポートはケン・ローゼンタールが、それぞれ務めた。バックがシリーズで実況を行うのはこれが13度目で、カート・ガウディやビン・スカリーを抜いて歴代単独最多となる。また試合前にはクリス・ローズ進行のコーナーがあり、ゲスト出演したシカゴ・ホワイトソックス監督のオジー・ギーエンと解説のエリック・キャロスが試合の見所などを語った。
全5試合の平均視聴率は8.4%で、前年から3.3ポイント下降し、2008年と並んで歴代最低となった。シリーズを通しての、全米および出場両チームの本拠地都市圏における視聴率等は以下の通り。
| 試合  | 日付           | 全米     | 全米         | 全米            | 全米     | 全米     | カリフォルニア州 サンフランシスコ | カリフォルニア州 サンフランシスコ | テキサス州ダラス | テキサス州ダラス |
| 試合  | 日付           | 視聴率   |              |                 | 占拠率   | 視聴者数 | カリフォルニア州 サンフランシスコ | カリフォルニア州 サンフランシスコ | テキサス州ダラス | テキサス州ダラス |
| 試合  | 日付           | 視聴率   | 前年との比較 | 前年との比較    | 占拠率   | 視聴者数 | カリフォルニア州 サンフランシスコ | カリフォルニア州 サンフランシスコ | テキサス州ダラス | テキサス州ダラス |
| 試合  | 日付           | 視聴率   | 前年視聴率   | 変動            | 占拠率   | 視聴者数 | 視聴率                            | 占拠率                            | 視聴率           | 占拠率           |
| ----- | -------------- | -------- | ------------ | --------------- | -------- | -------- | --------------------------------- | --------------------------------- | ---------------- | ---------------- |
| 第1戦 | 10月27日（水） | 8.9%     | 11.9%        | 3.0ポイント下降 | 15%      | 不明     | 35.9%                             | 60%                               | 33.9%            | 51%              |
| 第2戦 | 10月28日（木） | 8.5%     | 11.7%        | 3.2ポイント下降 | 14%      | 1410万人 | 36.4%                             | 62%                               | 30.9%            | 47%              |
| 第3戦 | 10月30日（土） | 6.7%     | 9.1%         | 2.4ポイント下降 | 13%      | 1150万人 | 30.0%                             | 57%                               | 26.9%            | 48%              |
| 第4戦 | 10月31日（日） | 9.0%     | 13.5%        | 4.5ポイント下降 | 15%      | 1550万人 | 36.3%                             | 62%                               | 31.5%            | 50%              |
| 第5戦 | 11月01日（月） | 8.8%     | 10.6%        | 1.8ポイント下降 | 14%      | 1500万人 | 37.9%                             | 65%                               | 31.3%            | 45%              |
| 第6戦 | （なし）       | （なし） | 13.4%        | －              | （なし） | （なし） | （なし）                          | （なし）                          | （なし）         | （なし）         |
| 平均  | 平均           | 8.4%     | 11.7%        | 3.3ポイント下降 | 14%      | 1430万人 | 35.3%                             | 61%                               | 30.9%            | 48%              |

ニューヨーク州ニューヨークやペンシルベニア州フィラデルフィアでは、最初の2試合のテレビ中継が放送されなかった。これはFOXの親会社ニューズ・コープとケーブルテレビ配信会社のケーブルビジョンとの間で新契約交渉がまとまらず、FOX系列局であるニューヨークのWNYW（FOX 5）やフィラデルフィアのWTXF（FOX 29）などがケーブルビジョンへの番組送信を10月16日から止めたことによるもので、この騒動は第3戦前に両者が合意に至るまで2週間続いた。
第4戦の裏では、NBCがアメリカンフットボールのNFL中継『サンデーナイトフットボール』（SNF）を放送した。SNFは、2006年の放送開始から2009年までの4年間はワールドシリーズがある週の試合開催を見合わせていたが、今回初めてシリーズの裏にぶつかった。その結果、NBCのSNFは平均視聴率10.7%を獲得し、FOXのシリーズ第4戦（9.0%）はそれを下回った。

### 日本
日本での生中継の放送は、日本放送協会（NHK）の衛星放送チャンネル "衛星第1テレビジョン"（当時）で行われた。実況は渡辺憲司が、解説は武田一浩が、それぞれ務めた。
NHKの衛星放送は2011年3月31日をもって再編されることとなっており、衛星第1テレビジョンではアナログ放送の終了とそれにともなうハイビジョン化が控えていた。そのため同局では、今回がアナログ放送及び標準画質（SDTV）による最後のワールドシリーズ中継になった。